# Apatania volscorum
Apatania volscorum är en nattsländeart som beskrevs av Moretti, Cianficconi och Papagno 1988. Apatania volscorum ingår i släktet Apatania och familjen Apataniidae. Inga underarter finns listade i Catalogue of Life.